# Leopard 2
De Leopard 2 is de Duitse gevechtstank die in 1979 de Leopard 1 opvolgde.

## Ontwikkelingsgeschiedenis
De tank werd in München (Duitsland) ontwikkeld door het toenmalige Krauss-Maffei AG (tegenwoordig Krauss-Maffei Wegmann).
De Leopard 1 werd in 1963 ontwikkeld voor het Duitse Ministerie van Defensie. Zo'n 6485 exemplaren van alle varianten werden geleverd aan tien landen, waaronder België en Nederland. Al meteen toen de Leopard 1 in productie ging, kreeg Porsche de opdracht een ontwikkelingsproject voor een verbeterde versie te starten. Tot 1967 werd onderzoek verricht naar de vergoldeter Leopard. In dat jaar werd het duidelijk dat het Amerikaans-Duitse MBT-70-project aan het mislopen was. Het verdrag tussen beide landen verbood een aparte nationale tankontwikkeling, dus begon men aan een naamloos project, de Experimentalentwicklung, om een eigen, Duitse middelzware tank te ontwikkelen, die later de naam Keiler zou krijgen. Omdat het budget door de dure MBT-70 erg krap was, kreeg men slechts na veel bidden en smeken (vaak letterlijk) een som van 25 miljoen DM los. Dit was eigenlijk niet genoeg, maar Krauss-Maffei besloot een diepte-investering te doen en de rest van de kosten voor eigen rekening te nemen.
Er werden twee prototypen gebouwd. Die waren even zwaar als de Leopard 1, maar waren uitgerust met een nieuw afstandspantser, een nieuw ontwikkelde motor van 1250 pk, laserafstandsmeters ter aanvulling van de optische afstandsmeters en een gecomputeriseerde vuurleiding. Ze waren de directe voorlopers van de Leopard 2 en werden beproefd tot in 1972.
Ondertussen was in 1969 de samenwerking met de Amerikanen opgezegd. Een Duitse groep probeerde nu het project nieuw leven in te blazen door het onderstel van de MBT-70 te combineren met een wat verkleinde geschutstoren met een normaal kanon in plaats van een raketlanceerder. Ze noemden dit project de Eber. De groep die met de Experimentalentwicklung bezig was, bracht nu haar project in de openbaarheid onder de naam Keiler. Helmut Schmidt, destijds minister van defensie, besloot begin 1970 een Leopard 2K (K stond voor Kanone) te ontwikkelen op basis van de Keiler. Die tank moest een massa hebben van maximaal vijftig ton en zou de 1500 pk motor van de MBT-70 gebruiken. Er werd opdracht gegeven voor de bouw van zeventien prototypen (F(ahrgestell) 1-17 en apart P(rototyp) T(urm) 1-17) waarvan er zestien daadwerkelijk gebouwd zouden worden (F-12 niet). Tien daarvan hadden het 105mm-kanon met gladde loop, zes het 120mm-kanon met gladde loop. Eerst onderzocht men ook nog of toch niet het 152mm-kanon kon gebruiken voor een Leopard 2FK (FK stond voor Flugkörper), maar daar zag men al snel van af. Evenzo toonden beproevingen met twee prototypen (F 11 en 17) aan dat de onbetrouwbaarheid van een hydraulische ophanging niet voldoende gecompenseerd werd door de hogere mobiliteit.

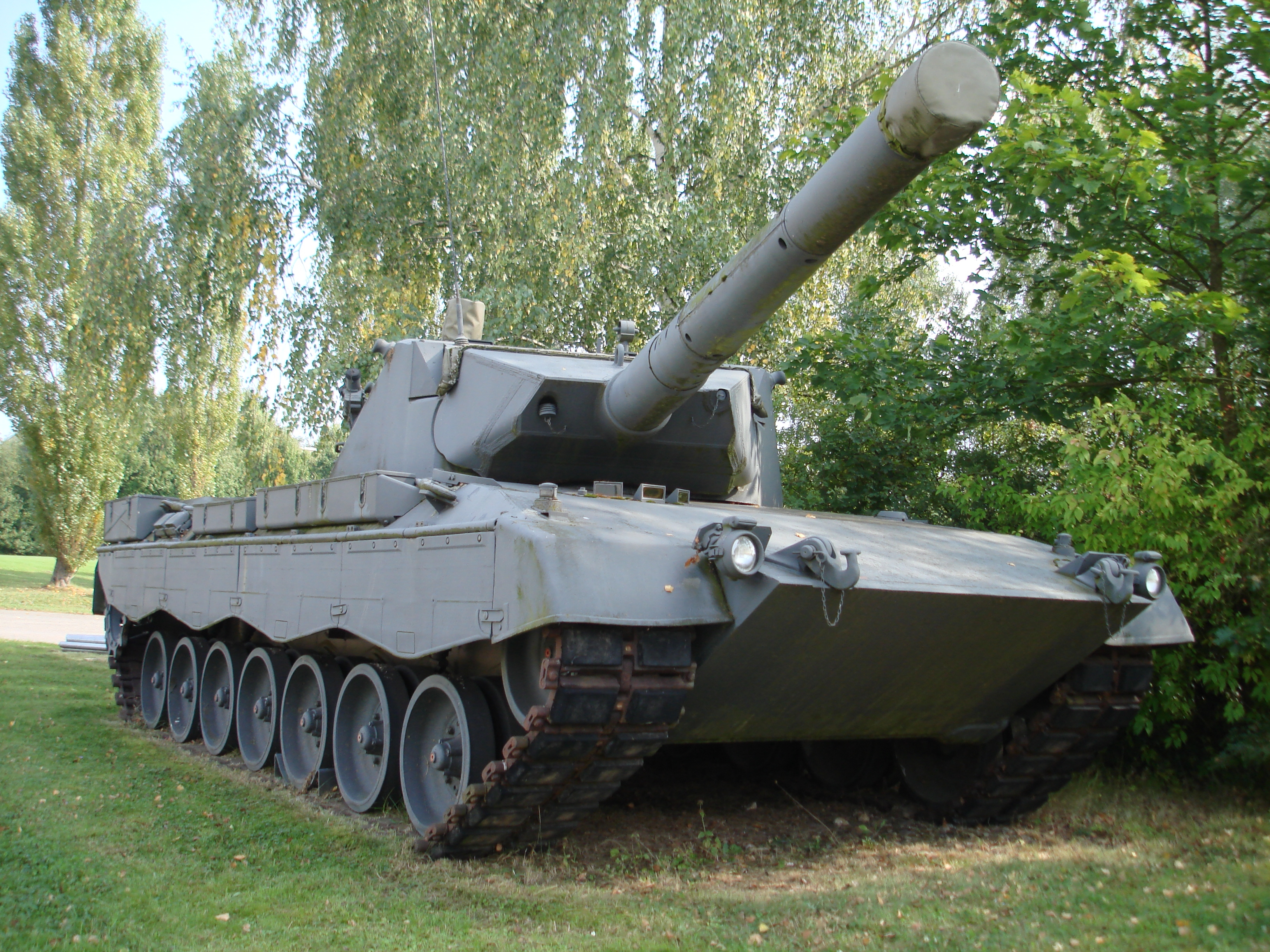
PT15 met een 105mm-kanon

Het bleek al snel dat de prototypen anderhalve ton zwaarder zouden uitvallen dan de maximummassa van vijftig ton. De Jom Kipoeroorlog in 1973 leek echter aan te tonen dat tanks met een beschermingsniveau dat gebruikelijk was in de jaren vijftig en zestig gemakkelijk konden worden uitgeschakeld door geleide raketten. Men besloot daarom in 1974 om de massa te verhogen tot zestig ton, in plaats van massa te besparen door een smallere EMES 13 optische afstandsmeter te installeren (voor een Spitzmausturm) of door het hele project te vervangen door een sterk verbeterde Leopard 1.
Dit alles vond plaats in de context van een hernieuwde overeenkomst met de Amerikanen, ondertekend op 11 december 1974, om toch te proberen gezamenlijk een nieuwe tank aan te schaffen. In februari 1973 was de F-7 aan de Amerikanen verkocht en die waren zeer onder de indruk geraakt van de technische kwaliteiten. De Duitsers zouden twee nieuwe prototypen bouwen (en drie torens) met veel zwaarder pantser dan de eerdere prototypen maar met een versimpelde vuurleiding, die daarom de Leopard 2 AV (Austere Version) zouden heten. De oude prototypen hadden een zeer afgeschuind frontpantser op de toren. Dit bestond vooraan uit een afstandspantser dat pantsergranaten moest doen afketsen. Bij proefnemingen bleek dat effect tegen modernere staafpenetratoren erg tegen te vallen. Bij inslag werd de punt van de penetrator naar boven gebogen waardoor hij het resterende deel van de pantserplaat sterker uitrekte en juist eenvoudiger doorsloeg. Men had het pantser nóg schuiner kunnen maken, zoals bij de Israëlische Merkava, maar men besloot maar van het afstandspantserconcept af te zien en het hoofdpantser zo dik mogelijk te maken. Om te voorkomen dat de massa te sterk zou toenemen werd een techniek toegepast die men al voor de MBT-70 ontwikkeld had: het zeer dikke stalen pantserblok werd uitgeboord met kopse perforaties die een derde van de massa bespaarden, terwijl de "gaten", anders dan men zou denken, geen zwakke punten veroorzaakten omdat de penetratorstaaf brak als hij de rand ervan raakte. Zo kon het pantser op 650 mm staal equivalent worden gebracht. Dit werd het eerst beproefd op PT-14. De Amerikanen oefenden in 1974 sterke druk uit ook het Chobhampantser met keramische tegels te gebruiken dat ze zelf net van de Britten hadden overgenomen, maar de Duitsers vonden dat te eenzijdig gericht op holleladingswapens.

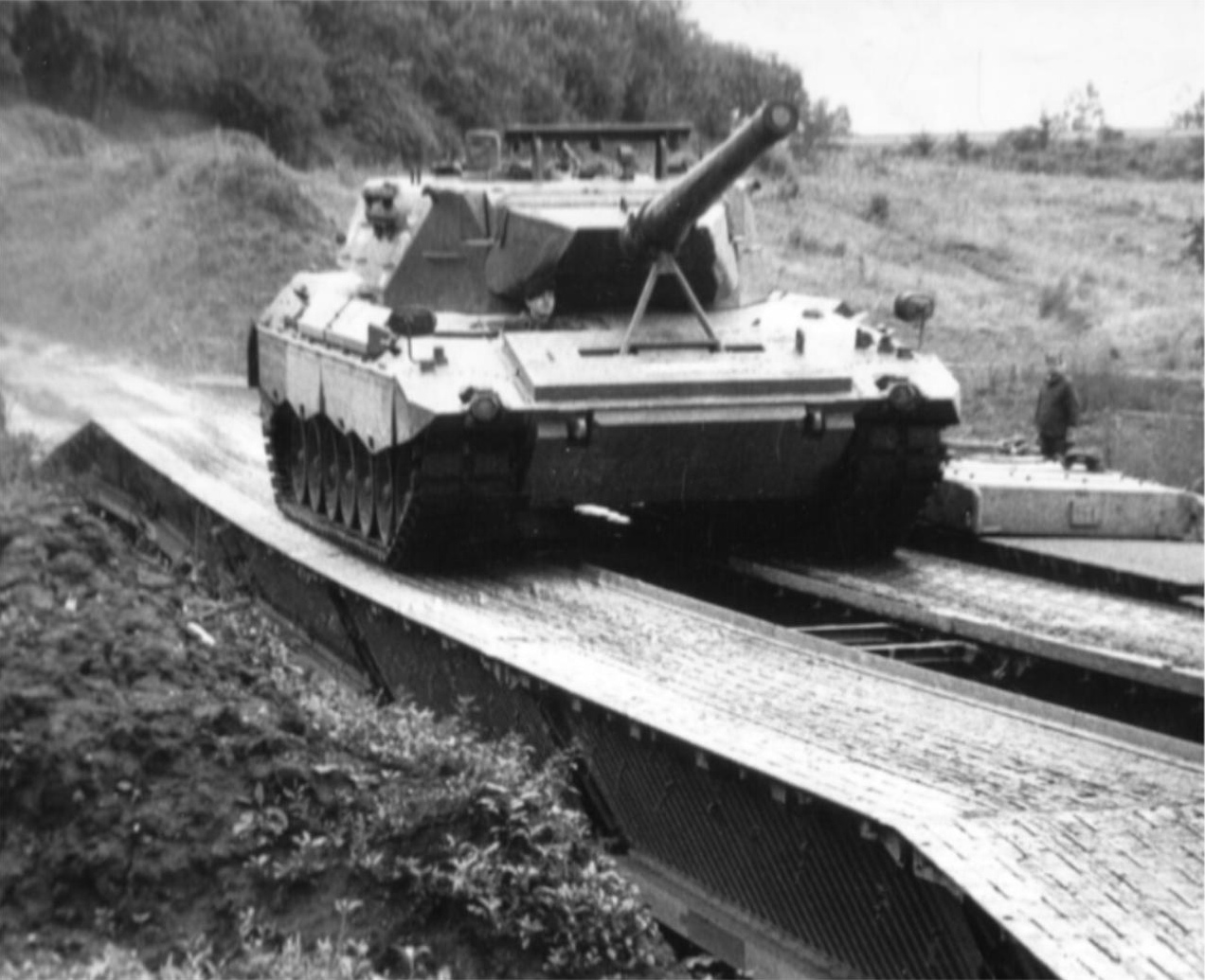
Leopard 2 prototype PT19, eerste generatie

In augustus 1976 werden toren en romp van het eerste prototype (P-19) van de 2 AV samengevoegd, uitgerust met het 105 mm L7A3-kanon. Van september 1976 tot maart 1977 werden prototypen van beide landen beproefd in de VS. Voor de schietproeven werd PT-19 op F-7 geplaatst, voorzien van het nieuwe 120mm-kanon; het onderstel ging eind december 1976 al naar Duitsland terug. Hoewel de Duitsers gegarandeerd was dat de Leopard 2 als gezamenlijke tank gekozen zou worden indien hij als beste uit de bus zou komen, viel de Amerikaanse keuze in 1977 toch op hun eigen M-1 Abrams, officieel omdat die wat goedkoper was in de aanschaf en beter beschermt tegen holle ladingswapens (maar een heel stuk slechter tegen penetratoren: 350 tegen 650 mm). In feite had men al in de zomer van 1976 door slim gelobby van Chrysler besloten om de M1-productie op te starten. Door deze keuze schonden de Amerikanen hun verdragsrechtelijke verplichtingen maar de Duitsers zagen er om redenen van geheimhouding vanaf dit publiekelijk aan de kaak te stellen. Uiteindelijk vielen de gebruikskosten van de M1 twee maal zo hoog uit: de Amerikaanse tank zou de eerste dertig jaar niet naar een westers land geëxporteerd worden.
In september 1977 bestelde men 1800 Leopard 2. Die zouden echter niet identiek zijn aan de 2 AV, want het productietype was nog verder verbeterd met een laserafstandsmeter en veel zwaarder pantser voor op de romp. Om dit te testen werd een kleine voorserie besteld op 20 januari 1977 van twee onderstellen en drie torens, waarvan de eerste werd afgeleverd op 11 oktober 1978. Een voorstel, afkomstig van het Leopard 3-project, om de bestuurder alsnog, net als bij de MBT-70, in de toren te plaatsen, werd echter afgewezen. Het eerste serie-exemplaar van de Leopard 2 werd geleverd op 25 oktober 1979. Op 2 maart 1979 had Nederland al 445 stuks besteld. Het type was toen de zwaarst bepantserde operationele tank ter wereld. De tank werd (door)verkocht aan het Duitse, Nederlandse, Zwitserse, Oostenrijkse, Deense, Noorse, Poolse, Griekse, Zweedse, Finse, Spaanse en Turkse leger. Ondertussen zijn er meer dan 3200 geproduceerd, met licentiebouw in Zwitserland en Spanje. De geplande productie in 2006 zou een totaal moeten opleveren van 3459.

## Versies

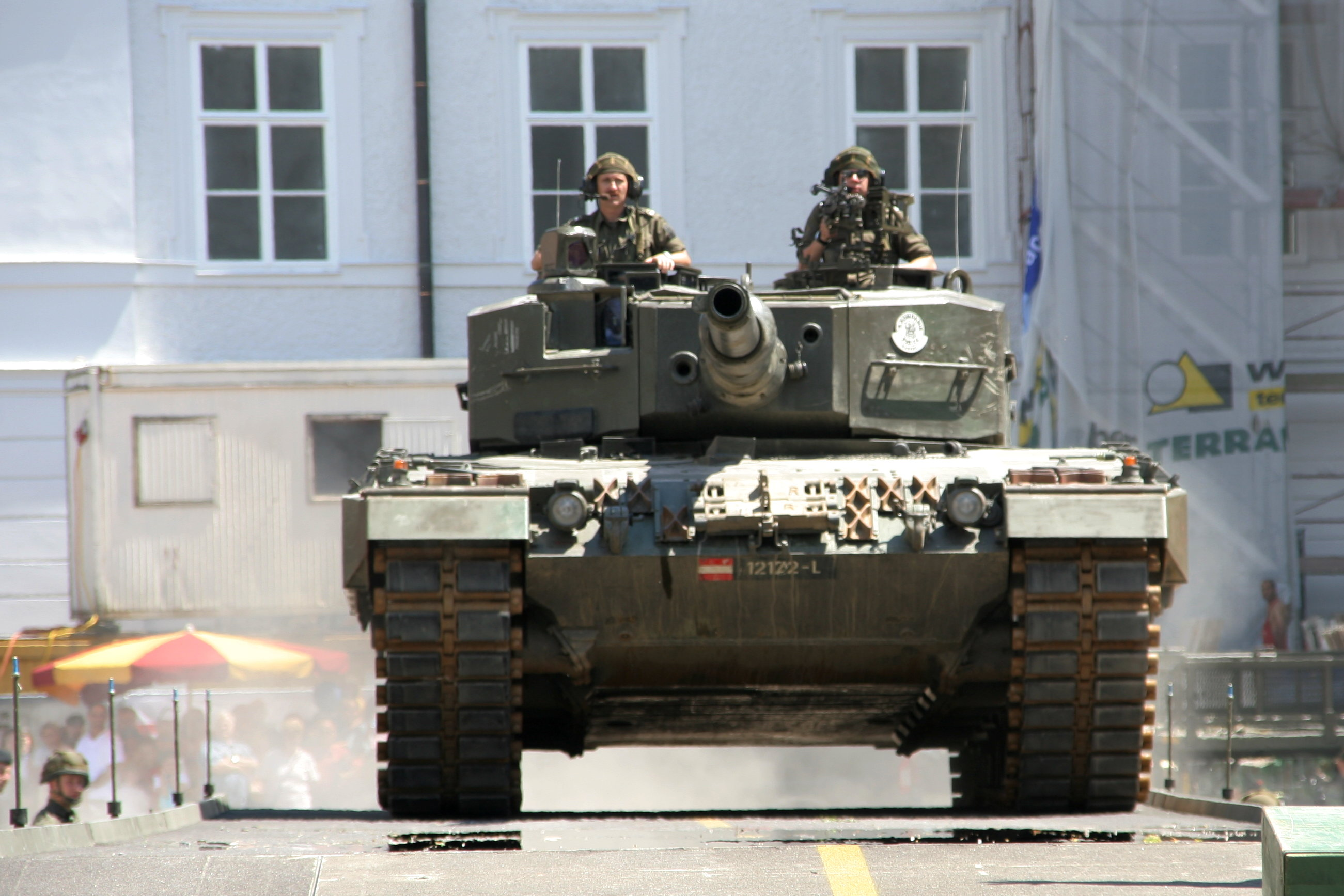
Een Oostenrijkse Leopard 2A4, ex-NL

### Leopard 2
De Leopard 2 had een veel grotere en hoekiger geschuttoren dan de Leopard 1 vanwege een pantser van geperforeerd staal en de munitieopslagplaats achterin. Ook had ze een langere neus voor een dikker pantser.
In september 1977 koos het Duitse ministerie van defensie voor het bedrijf Krauss-Maffei. Het bedrijf begon met de bouw van 1800 tanks, gefaseerd werd in vijf leveringstermijnen. Het Duitse bedrijf Maschinenbau Kiel nam als onderaannemer 45% van de constructie voor zijn rekening. De eerste levering van 380 stuks begon in 1979 en eindigde in maart 1982, serienummers 10001-10210 en 20001-20172. De eerste tweehonderd daarvan hadden een beeldversterker. De overige honderdtachtig kregen een nieuw thermisch (infraroodversterker) systeem voor nachtzicht.

### Leopard 2A1
De tweede serie van 450 stuks kreeg een aantal kleine aanpassingen mee. De meest opvallende waren: het weglaten van de anemometer, de aanpassing van de munitierekken zodat deze dezelfde waren als die in de M1A1 Abrams en een nieuwe brandstoffilter voor sneller tanken. De 2A1's werden tussen maart 1982 en november 1983 geleverd, met de serienummers 10211-10458 en 20173-20374.
De derde serie van driehonderd stuks werd gebouwd tussen november 1983 en november 1984, met de serienummers 10459-10623 en 20375 en 20509. Er waren een aantal kleine veranderingen maar niet genoeg om een nieuw Ausführung-nummer te rechtvaardigen, dus ook de derde serie werd A1 genoemd, waarvan er dus 750 gebouwd zijn.

### Leopard 2A2
Tussen 1984 en 1987 werden alle voertuigen van de eerste serie op de standaard van de derde serie gebracht. Deze voertuigen noemde men Leopard 2A2. Er heeft dus geen nieuwbouw plaatsgevonden.

### Leopard 2A3
De volgende 300 van de vierde serie werden tussen december 1984 en december 1985 gebouwd, met serienummers 10624-10788 en 20510-20644. De grootste verandering was de toevoeging van de SEM80/90 digitale radio-installatie. Het munitieluikje aan de linkerzijde van de toren werd dichtgelast om lekkage te voorkomen.

### Leopard 2A4

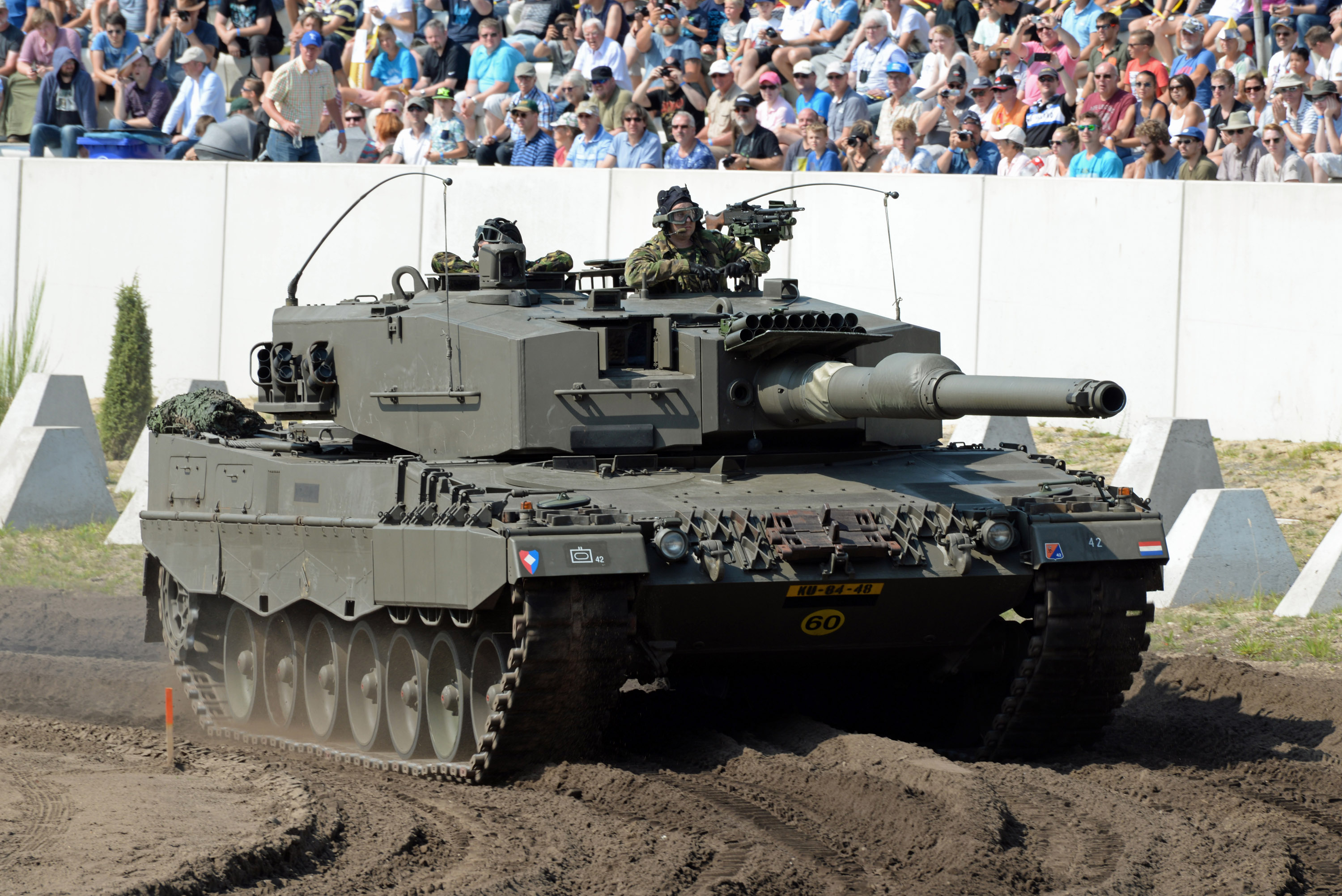
Nederlandse Leopard 2a4 (tijdens tankevent)

De 370 stuks van de vijfde serie werden van december 1985 tot maart 1987 geproduceerd, met serienummers 10789-10979 en 20645-20825. De 2A4 kreeg een verbeterd pantser (vermoedelijk kopse wolfraam staven in titanium buizen) in de geschuttoren, een automatische viziersluiting bij het vuren en een digitaal vuurcontrolesysteem. De toepassing van deze pantsertechnologie zou, gekoppeld aan een zekere gewichtstoename (het gewichtsverschil is nooit naar buiten gebracht), het beschermingsniveau anderhalf keer hoger moeten hebben kunnen brengen. Officieel is slechts bekendgemaakt dat het "boven de 700 mm" ligt in equivalentie tegen staafpenetratoren die zo'n doorslagvermogen hebben afgevuurd van een afstand van twee kilometer en "boven de 850 mm" tegen holle ladingswapens, iets wat met de voorgaande schatting overeenkomt indien de cijfers geïnterpreteerd worden als de minimale bescherming bij een Gausscurve. Vanaf nummers 10968 en 20788 werden de steunwieltjes van de rupsband verplaatst. Bij de laatste voertuigen werd het munitieluikje helemaal weggelaten.
Na de afloop van de oorspronkelijke vijf reeksen van leveringen werd er in juni 1987 een zesde serie bijbesteld van 150 stuks, geleverd van januari 1988 tot mei 1989, met serienummers 10980-11062 en 20826-20892. Die kregen een nieuwe accu en rupsbanden en een beter afgestelde schijnwerper. Tussen mei 1989 en april 1990 werden er nogmaals 100 afgeleverd in een zevende serie, nummers 11063-11117 en 20893-20937. Deze serie was identiek aan de vorige. Van januari 1991 tot 19 maart 1992 was er een afsluitende achtste serie van 75 stuks, nummers 11118-11158 en 20938-20971. Deze voertuigen hadden vele kleine veranderingen; gedurende de serie werden de pantserschorten aan de zijkanten gewijzigd. Van de A4 zijn er dus 695 gebouwd. Alle vroegere voertuigen werden ook op A4 standaard gebracht en zelfs zo genoemd zodat de Bundeswehr 2125 Leopard 2A4's in dienst had.

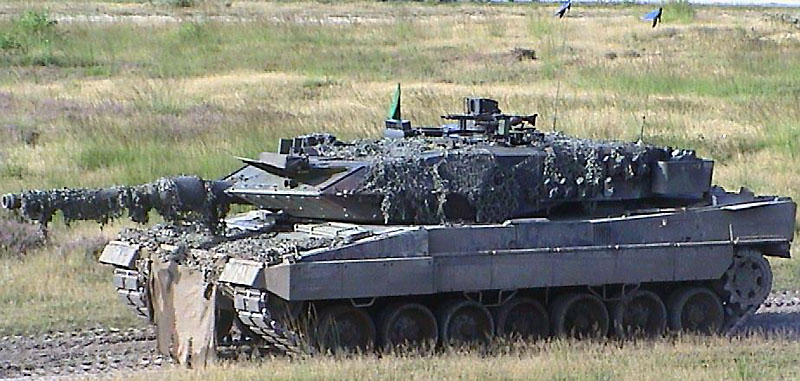
Leopard 2A5

### Leopard 2A5
Gedurende de jaren tachtig liepen er verschillende projecten om de pantsering en vuurkracht van de Leopard 2 te verbeteren. Op 29 oktober 1991 sloten Duitsland, Nederland en Zwitserland een overeenkomst om hun tanks gedeeltelijk op KWS (Kampfwertsteigerung) II niveau te brengen. Op 29 december 1993 kreeg Krauss-Maffei opdracht 225 voertuigen tot de A5 om te bouwen. Na 1998 volgde een tweede bestelling van 125 stuks. Voor de A5 werden onderstellen van de zesde, zevende en achtste bouwserie gebruikt, omdat die natuurlijk het minst versleten zijn. De geschuttorens kwamen van eerdere bouwseries, waarvan de onderstellen weer met die van de latere gecombineerd zijn, zodat veel voertuigen "hybriden" zijn geworden. De eerste werd op 30 november 1995 afgeleverd. De A5 werd uitgerust met een brekerafstandspantser op de toren, weliswaar voornamelijk bedoeld tegen antitankraketten maar ook in staat inslaande staafpenetratoren zo te vervormen dat doorslag van het hoofdpantser bij alle bekende granaattypen voorkomen wordt. Officieel is een beschermingsequivalentie geclaimd van "boven de 1300 mm" tegen alle typen. Een belangrijke verandering van A4 naar A5 is dat de geschuttoren niet meer hydraulisch draait, maar aangedreven wordt door middel van een elektrisch systeem met onder andere een elektromotor voor de breedte en hoogte. Dit maakt het werken op het voertuig aanzienlijk veiliger. Het nadeel van de hydraulische installatie was dat deze zeer brandgevoelig was bij een eventuele treffer. De 120 Zweedse A5 tanks (Stridsvagn 122) hebben ook een zwaarder pantser op de romp en de bovenkant van de toren.

### Leopard 2A6

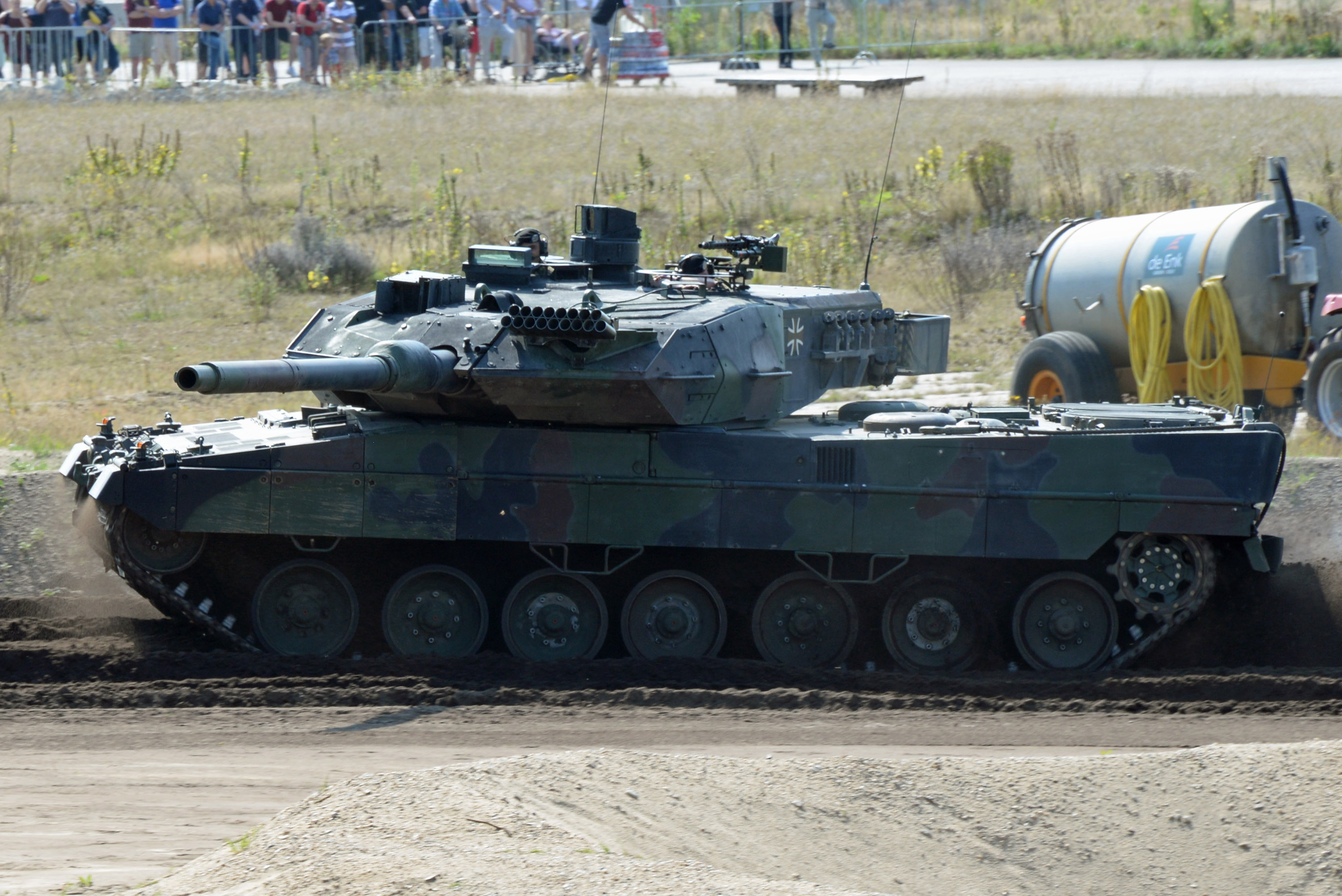
Leopard 2a6 (tijdens tankevent)

De 2A6 is een verdere modernisering (Kampfwertsteigerung I) van bestaande tanks en kreeg een langer Lang 55 kanon, keuze voor een hulpmotor, verbeterde bescherming tegen landmijnen en keuze voor een airco. De eerste van 225 werden in maart 2001 geleverd aan Duitsland als verbetering van 160 oudere 2A5's en 65 A4's. Ook Nederland, Griekenland, Spanje en Zweden hebben zo'n modificatie destijds besteld.

### Leopard 2A6MA2
De 2A6MA2 is een modificatie van de 2A6. De upgrade van de tank was een Duits-Nederlands samenwerkingsverband. De huidige tank beschikt over een Nederlands communicatie en informatiesysteem. De tank is speciaal ontwikkeld voor het Duits-Nederlandse 414 Tankbataljon.

### Leopard 2A7+

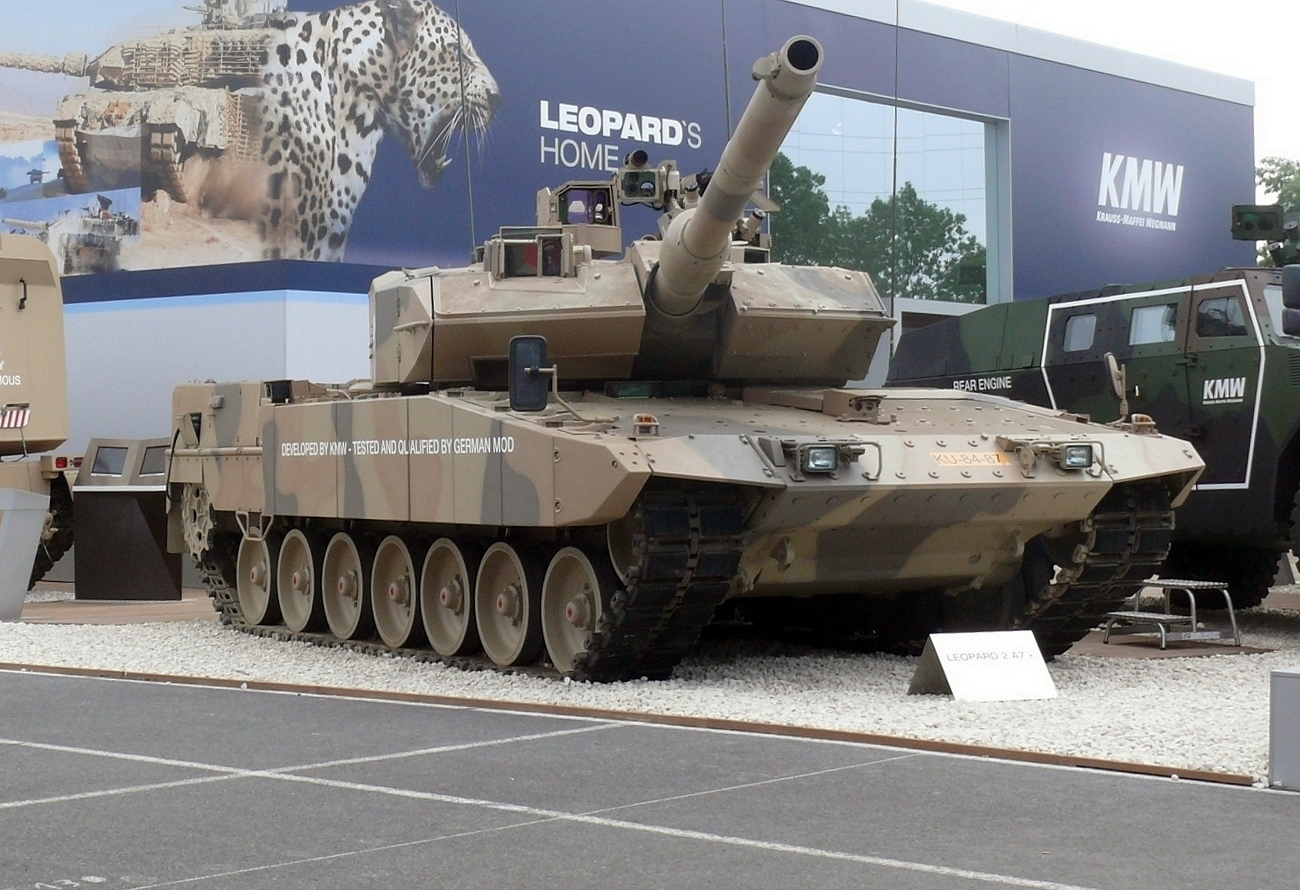
Leopard 2A7+ tijdens de Eurosatory-beurs 2010

De Leopard 2A7+ werd voor het eerst aan het publiek getoond tijdens de Eurosatory 2010, een internationale vakbeurs voor de defensie- en veiligheidsindustrie. De Leopard 2A7+ is ontwikkeld voor de nieuwe missies van het Duitse leger en is getest en gekwalificeerd door het Duitse Ministerie van Defensie. Het systeem richt zich in het bijzonder op de bescherming van de tankbemanning en is geschikt voor zowel lage als hoge intensiteitsconflicten.
Enkele belangrijke kenmerken van deze tank zijn:
- Passieve 360°-bescherming voor de tankbemanning tegen dreigingen zoals "bermbommen" (IED's), mijnen of draagbare raketwerpers (RPG's)
- Een interface om apparaten zoals mijnenploegen, mijnenrollers of een bulldozerblad aan te brengen voor het verwijderen van mijnen, IED's of puin
- Een hoog presterend airconditioningsysteem en een APU (auxiliary power unit) om een 24-uursstrijd vol te kunnen houden
- Een externe intercomverbinding
- Gecombineerde nachtzichtapparatuur voor de tankbestuurder (warmtebeeldapparatuur/restlichtversterker) voor vooruit- en achteruitzicht
- Verbeterde opto-elektronica voor langeafstandsverkenning
- De mogelijkheid om nieuwe, programmeerbare, High Explosive (HE) 120mm-tankmunitie af te vuren. Hiermee kan de tankbemanning doelen aanvallen die zich in gebouwen bevinden of gedekt staan opgesteld
- Een op afstand bestuurbaar machinegeweer (FLW 200)
- Een vergrote mobiliteit door een nieuw ontwikkelde eindaandrijving, nieuwe rupsbanden, verbeterde torsiestaven en een verbeterd remsysteem

Er zijn reeds 62 van deze tanks besteld door het Emiraat Qatar, daarnaast heeft de Duitse regering toestemming gegeven om 270 Leopard 2A7+ tanks te verkopen aan Saudi Arabië. Dit besluit heeft in Duitsland voor veel (politieke) ophef gezorgd. Een meerderheid van de Duitse bevolking is tegen deze tankdeal: uit een opiniepeiling van het weekblad Stern bleek dat 75% van de ondervraagden tegen de verkoop van tanks aan Saudi Arabië is.

### Leopard 2A8
In 2023 werd bekend dat een reeks door Noorwegen bestelde Leopard 2A7-tanks zodanig zijn opgewaardeerd dat ze de aanduiding 2A8 NOR MBT krijgen. Duitsland heeft in juli 2024 105 Leopard 2A8 besteld die tussen 2025 en 2030 worden geleverd. In oktober 2024 bestelde Nederland 46 Leopard 2A8-tanks. Ze worden geleverd tussen 2027 en 2030 en dan heeft de landmacht weer een volledig tankbataljon met 500 militairen.

### Leopard 2 A-RC 3.0
De Frans-Duitse Leopard 2 A-RC 3.0 werd in juni 2024 voorgesteld. De koepel van deze variant is volautomatisch en onbemand. Deze kan worden uitgerust met een 120mm-, 130mm- of een 140mm-hoofdkanon. Ook bevat deze een 30mm-snelvuurkanon om drones mee uit de lucht te schieten. Daarnaast kunnen er geleide antitankraketten vanuit de tank worden gelanceerd. De tank is lichter gebouwd dan eerdere varianten en het concept doet sterk denken aan de Amerikaanse Abrams X-tank. In dit ontwerp zijn veel lessen uit de oorlog tussen Rusland en Oekraïne verwerkt.

### Bergingstank

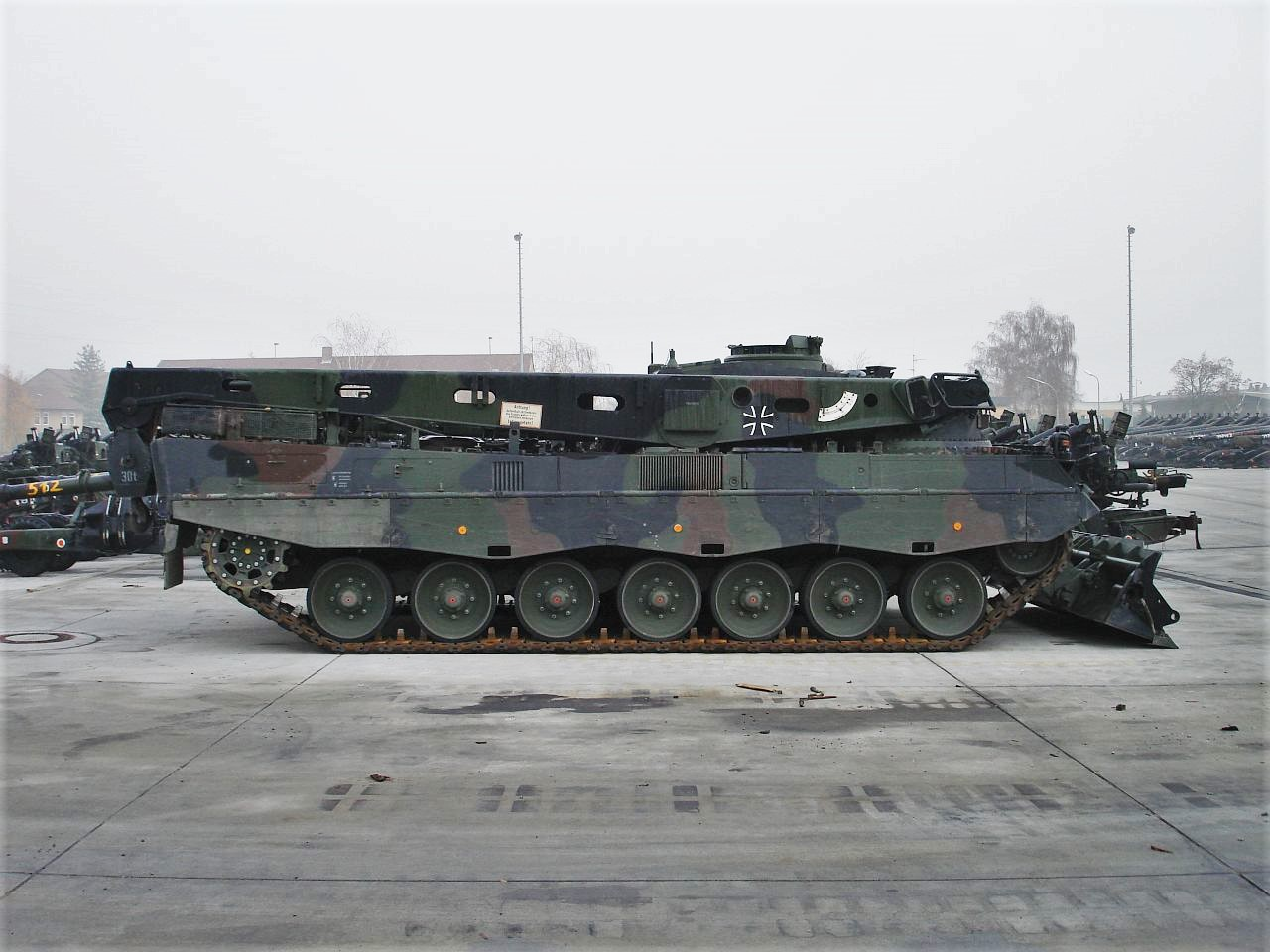
Bergingstank Leopard 2

De Leopard 2 Pantser Rups Berging (PRB) is in staat om defecte tanks met een maximale massa van 60 ton te bergen. Het voertuig beschikt over een kraan-, lier-, snij- en lasinstallatie. Om het voertuig te verankeren en stabiel te houden is het uitgerust met een steunblad. Op het achterdek van het voertuig is voldoende ruimte om een extra motor te vervoeren. De Leopard 2 PRB is sinds 1993 in gebruik bij de Koninklijke Landmacht bij de tankbataljons, de artillerie-afdelingen en hersteleenheden.
Specificaties:
- Lengte: 9,07 meter
- Breedte: 3,54 meter
- Hoogte: 2,92 meter (inclusief zwaailicht)
- Massa: 55 300 kg
- Motor: 12 cilinder dieselmotor, 1100 kW
- Bemanning: commandant, bedienaar (bestuurder) en hulpberger
- Bewapening: 1× 7,62mm-machinegeweer

## Technische gegevens
|                                              | Leopard 2A4 | Leopard 2A5 | Leopard 2A6/A6M |
| -------------------------------------------- | --- | --- | --- |
| Type                                         | Gevechtstank | Gevechtstank | Gevechtstank |
| Bemanning                                    | 4 (commandant, chauffeur, schutter, lader) | 4 (commandant, chauffeur, schutter, lader) | 4 (commandant, chauffeur, schutter, lader) |
| Motor                                        | MTU-twaalfcilinder-Dieselmotor MB 873-Ka 501, met indirecte injectie, inlaatluchtkoeling en twee uitlaatgasturbo's                                                                         | MTU-twaalfcilinder-Dieselmotor MB 873-Ka 501, met indirecte injectie, inlaatluchtkoeling en twee uitlaatgasturbo's                                                                         | MTU-twaalfcilinder-Dieselmotor MB 873-Ka 501, met indirecte injectie, inlaatluchtkoeling en twee uitlaatgasturbo's |
| Cilinderinhoud                               | 47 600 cm³, toerental: 2600/min | 47 600 cm³, toerental: 2600/min | 47 600 cm³, toerental: 2600/min |
| Vermogen                                     | 1103,25 kW (1500 pk) | 1103,25 kW (1500 pk) | 1103,25 kW (1500 pk) |
| Koeling                                      | Vloeistofgekoeld (circuitpomp) | Vloeistofgekoeld (circuitpomp) | Vloeistofgekoeld (circuitpomp) |
| Totale lengte van schietbuis op 12-uursstand | 9670 mm | 9670 mm | 10 970 mm |
| Breedte                                      | 3750 mm | 3750 mm | 3750 mm |
| Hoogte                                       | 2990 mm | 2990 mm | 3030 mm |
| Bodemvrijheid                                | voorzijde 540 mm, naar achter teruglopend tot 500 mm | voorzijde 540 mm, naar achter teruglopend tot 500 mm | voorzijde 540 mm, naar achter teruglopend tot 500 mm |
| Waadvermogen                                 | 1200 mm | 1200 mm | 1200 mm |
| Waadvermogen met diepwaadschacht             | 2250 mm | 2250 mm | 2250 mm |
| Waadvermogen met onderwaterschacht           | 4000 mm | 4000 mm | 4000 mm |
| Maximale greppeloverschrijding               | 3 000 mm | 3 000 mm | 3 000 mm |
| Opstapvermogen                               | 1100 mm | 1100 mm | 1100 mm |
| Klimvermogen                                 | 60% | 60% | 60% |
| Dwarshelling                                 | 30% | 30% | 30% |
| Lege massa                                   | 52 000 kg | 57 300 kg | 57 600 kg A6M 60 200 kg |
| Gevechtsmassa                                | 55 150 kg | 59 500 kg | A6 59 900 kg (maximaal gewicht 61 700 kg), A6M 62 500 kg |
| Maximale snelheid                            | 72 km/h; achteruit 31 km/h | 72 km/h; achteruit 31 km/h | 72 km/h; achteruit 31 km/h |
| Maximale inhoud brandstoftank                | 1160 liter (in vredestijd beperkt tot 900 liter) | 1160 liter (in vredestijd beperkt tot 900 liter) | 1160 liter (in vredestijd beperkt tot 900 liter) |
| Brandstofverbruik en actieradius             | Weg: ca. 340 l/100 km, ca. 340 km Offroad: ca. 530 l/100 km, ca. 220 km Gemiddeld: ca. 410 l/100 km, ca. 280 km Bij stationair draaien: 12,5 l/h, 72–93 uur (bij 900-1160 liter brandstof) | Weg: ca. 340 l/100 km, ca. 340 km Offroad: ca. 530 l/100 km, ca. 220 km Gemiddeld: ca. 410 l/100 km, ca. 280 km Bij stationair draaien: 12,5 l/h, 72–93 uur (bij 900-1160 liter brandstof) | Weg: ca. 340 l/100 km, ca. 340 km Offroad: ca. 530 l/100 km, ca. 220 km Gemiddeld: ca. 410 l/100 km, ca. 280 km Bij stationair draaien: 12,5 l/h, 72–93 uur (bij 900-1160 liter brandstof) |
| Draaicirkel                                  | 7 tot 27 meter (afhankelijk van de rijsnelheid) | 7 tot 27 meter (afhankelijk van de rijsnelheid) | 7 tot 27 meter (afhankelijk van de rijsnelheid) |
| Draaitijd (360°)                             | 10 seconden | 10 seconden | 10 seconden |
| Bewapening                                   | Rheinmetall 120mm-gladloopskanon L/44 en 2 machinegeweren | Rheinmetall 120mm-gladloopskanon L/44 en 2 machinegeweren | Rheinmetall 120mm-gladloopskanon L/55, 2 machinegeweren (7,62 mm) en rookbuslanceerinrichting met 6 bussen aan elke kant |
| Munitie                                      | 42 tankgranaten, waarvan standaard 30 pantsergranaten en 12 multifunctionele granaten | 42 tankgranaten, waarvan standaard 30 pantsergranaten en 12 multifunctionele granaten | 42 tankgranaten, waarvan standaard 30 pantsergranaten en 12 multifunctionele granaten |
| Gewicht van geschutskoepel                   | 16 t | 21 t | |
| Draaisnelheid van geschutskoepel             | 360° in 9 seconden (elektrisch) | 360° in 9 seconden (elektrisch) | 360° in 9 seconden (elektrisch) |
| Overige systemen                             | | | Een warmtebeeldsysteem voor de commandant en schutter, een volledig elektronisch vuurleidingssysteem, een aanpasbare laserafstandsmeter, een tv-camera op de achterzijde van de tank met een monitor voor de chauffeur en een landnavigatiesysteem met geïntegreerd Global Positioning System (GPS). |

|                          | L/44    | L/55 (bij A6) |
| ------------------------ | ------- | ------------- |
| Kaliber                  | 120 mm  | 120 mm        |
| Looplengte               | 5280 mm | 6600 mm       |
| Loopmassa                | 1190 kg | 1347 kg       |
| Gewicht van aanbouwdelen | 50 kg   | 65 kg         |
| Gewicht van wapensysteem | 3780 kg | 4160 kg       |

## Gebruikers
CanadaDe Canadese strijdkrachten kochten in 2007 100 Leopard 2 tanks uit Nederlandse voorraden (80 2A4, 20 2A6NL). Daarnaast worden 20 Leopard 2A6M tanks geleend van de Duitse Bundeswehr vanaf medio 2007 voor operaties in Afghanistan. De eerste geleende tank werd door Krauss-Maffei Wegmann gemoderniseerd op 2 augustus 2007, die in Afghanistan aankwam op 16 augustus 2007. Daarnaast zijn twee bergingsvoertuigen (Bergepanzer 3 Büffel) aangeschaft uit surplus voorraden van de Bundeswehr, ook voor gebruik in Afghanistan. Voorgesteld wordt om nog eens 15 Leopard 2A4 tanks te kopen van Duitsland, deze worden echter gekannibaliseerd voor onderdelen. Huidige plannen gaan uit van de modernisering van de 20 ex-Nederlandse Leopard 2A6NL, met Duitse specificaties tot de A6M variant, en deze als restitutie te gebruiken voor de geleende exemplaren. Daarnaast worden nog eens 20 Leopard 2A4 gemoderniseerd (versie nog onbekend) en worden 40 A4's gemoderniseerd met het 120 mm L55-kanon, zoals op de modernste versies van de Leopard 2 (deze zal Leopard 2A4+ gaan heten), 6 worden gemodificeerd tot bergingsvoertuig en de overige 12 worden gekannibaliseerd voor onderdelen.
ChiliDe Chileense Landmacht heeft 132 Leopard 2A4's gekocht uit Duitse voorraden, waarvan er 124 gemoderniseerd zijn tot Leopard 2A4CHL (de overige acht worden gebruikt als onderdelenbron).
DenemarkenDe Deense Landstrijdkrachten maken gebruik van 57 Leopard 2A5DK (gelijk aan de Leopard 2A6 minus het L55 kanon). De tanks komen uit Duitse voorraden.
DuitslandDe Duitse landstrijdkrachten hebben in totaal 2350 Leopard 2 tanks gebruikt in alle versies. Na de Koude Oorlog is een groot aantal tanks aan diverse landen verkocht, al dan niet gemoderniseerd. Op dit moment (2012) zijn er nog 417 operationeel in dienst bij de Bundeswehr.
FinlandDe Finse Landmacht kocht 124 2A4s uit Duitse voorraden. Twintig daarvan zijn gewijzigd tot gepantserd geniematerieel, zoals bruggenleggers. Twaalf tanks worden gebruikt als onderdelenbron en één tank is volledig uitgebrand en derhalve afgeschreven. Hierdoor zijn er nu nog 91 operationeel. In 2014 zijn 100 Leopards 2A6 door Nederland verkocht aan Finland.
GriekenlandOp 20 maart 2003 bestelde Griekenland 170 2A6HEL's met versterkt romppantser, te leveren tussen 2006 en 2009. In 2005 kocht de Griekse regering 196 oude 2A4's, tezamen met 150 oude Leopard 1A5's voor een totaalbedrag van 270 miljoen euro. Van de meeste tanks vindt de eindassemblage in Griekenland plaats.
NederlandNederland heeft met 445 Leopard 2's 369 Centurions en 130 AMX-13's vervangen. Andere kandidaten die beoordeeld zijn, waren de XM-1 (120 / 105 mm), M60A3, Leopard 1A4, F-MBT-80, verbeterde Chieftain (later Challenger 1), Vickers, Pz 68, Strvgn 103, Kjp 105, IKV 91, TAM, Centurion retrofit, EPC, AMX 32 en de AMX 30 Valorisé. In 1978 had de Koninklijke Landmacht een studie afgerond, waarin antwoord gegeven werd op de vraag wat voor het 1e legerkorps de optimale mix van tanks en antitankwapens was. Om deze te berekenen had TNO met de computer het verdedigend gevecht op bataljonsniveau gesimuleerd. Dit ‘’operational-research-project’’ wees uit dat het 1e legerkorps behoefte had aan 913 tanks en 475 antitankwapens met lange dracht. De politieke leiding nam deze studie als uitgangspunt van haar beleid. Omdat er al 468 Leopard 1’s, zoals zij voortaan werden genoemd, in de bewapening waren, werden 445 Leopard 2’s aangeschaft. Het contract werd in juni 1979 met Krauss-Maffei ondertekend voor levering van 1981 tot 1986. De eerste van de 445 tanks was afgeleverd in juli 1981 op de Bernhardkazerne in Amersfoort. De officiële overdracht was op 3 september 1981 (kenteken KU-84-00). Op 28 juli 1983 ontving 43 tankbataljon in Langemannshof (Duitsland) de eerste Leopard 2 tanks. Zo begon de grote tankvervanging die het Centurion en AMX-13 tijdperk afsloot. De Nederlandse tanks kwamen uit de tweede en derde bouwserie, serienummers 12001-12278 en 22001-22167. De voertuigen weken af van de Duitse versie door andere rookwerpers n.l. een Nederlandse rookbus lanceerinrichting (RBLI) met aan elke zijde zes lanceerkokers met een kaliber van 76 mm en een bereik van 25 tot 40 meter, voor de bestuurder een helderheidsversterker van Nederlands fabricaat met een opbergkist links van de voeten van de bestuurder, FN MAG machinegeweren (1 × torendak en 1 × FN-MAG mod.3 coaxiaal geplaatst), RT-3600 radio’s en andere antennepods. Later is ook op de Nederlandse Leopard 2A4’s het luik aan de zijkant van de toren bij de lader dichtgelast en de holte daarachter opgevuld met een pantserpakket. Ook is de zogenaamde Feld Justier Anlage (FJA) aan de rechterzijde van de schietbuismonding gemonteerd. In januari 1993 werd besloten het bestand te verlagen tot 330; 115 werden in 1996 voor 310 miljoen gulden verkocht aan Oostenrijk, waarvan er één met beschadigde romp geweigerd werd. In 1993 was overeengekomen 330 voertuigen tot A5 standaard te verbeteren maar dit werd verminderd tot 180, die echter wel op A6 standaard worden gebracht. Het kleurenschema veranderde ook van RAL 6014 (legergroen) ging men vanaf de A5 over op een standaard patroon met de kleuren bronsgroen, lederbruin en teerzwart dat door Duitsland ontwikkeld is. Van de overige zijn er 52 verkocht aan Noorwegen. Aan het parlement is in 1995 beloofd voor het surplus niet actief naar kopers te zoeken. Op 8 april 2011 werd besloten om alle overgebleven Leopard 2A6 tanks, 82 exemplaren, uit te faseren vanwege de bezuinigingen binnen het Ministerie van Defensie. Nederland gaat echter wel oefenen met Duitse Leopard 2's. In 2015 is besloten het resterende aantal van 18 Leopard 2's uit de verkoop te halen en weer in te zetten. Dit gebeurt door een constructie waarin de 18 overgebleven Leopard 2 A6's worden geschonken aan Duitsland, dat ze moderniseert naar de modernste versie (Leopard 2 A7+) en Nederland ze vervolgens van Duitsland least. Ze vormen een eskadron binnen een Duitse tankeenheid (414 Tankbataljon) als onderdeel van een diepgaande samenwerking en integratie van de Nederlandse en Duitse Landmachten. Deze eenheid is onderdeel geworden van 43 Gemechaniseerde Brigade in Havelte die op haar beurt weer onderdeel wordt van de Eerste Duitse Pantserdivisie. De tankeenheid is daarom gestationeerd in het Duitse NAVO-oefenterrein Bergen-Hohne, andersom zal een Duitse Leopard 2 tankeenheid onderdeel worden van een Nederlandse brigade. De Nederlandse Leopard 2's kunnen wel afzonderlijk deelnemen aan oefeningen in Nederland en aan missies waar Nederland aan mee doet en Duitsland niet..: Op 3 September 2024 werd duidelijk dat Nederland waarschijnlijk weer 46 Leopard 2A8 gaat aanschaffen met een optie om er later nog eens zes aan toe te voegen.
NoorwegenNoorwegen kocht 52 Leopard 2A4 tanks uit Nederlandse voorraden. De geëxporteerde tanks worden aangeduid met A4NO. Plannen bestaan om de tanks te moderniseren tot Leopard 2A5.
OekraïneDuitsland, Polen, Finland, Spanje, Noorwegen, Denemarken, Canada, Portugal, Zweden en Nederland zijn bereid Leopard 2's aan Oekraïne te leveren. Op 21 januari 2023 heeft de bondskanselier Olaf Scholz leveringen aan Oekraïne goedgekeurd. Het gaat om de 2A4 en 2A6 varianten. De 2A4 varianten zijn door Oekraïne voorzien van explosieve reactieve bepantseringsblokken (ERA) voor extra bescherming. De 2A6 varianten werden na een paar maanden voorzien van rekken die de zijkant van de koepel en de achterzijde van de tank moeten beschermen tegen de directe impact van drones. Sinds juni 2023 worden ze ingezet.
OostenrijkNederland leverde in 1997 aan Oostenrijk 114 Leopard 2's en één toren. Bij de overeenkomst van 1996 was afgesproken dat 115 tanks geleverd zouden worden in de conditie waarin ze zich bevonden en naar keuze van de verkoper. Het gevolg was dat de meest versleten voertuigen verzonden werden, in één geval zelfs met een opengescheurde romp. Die nam Nederland dus maar weer terug. Oostenrijk had eerst ook het probleem dat er geen reserveonderdelen geleverd waren.
PolenIn 2002 werd een begin gemaakt met de oprichting van een gezamenlijke Pools-Duitse divisie, overeenkomstig de gezamenlijke NAVO-divisies die Duitsland met Frankrijk, België en Denemarken heeft (het Nederlandse leger heeft in tegenstelling tot voornoemde landen een gezamenlijk legerkorps met de Duitse landstrijdkrachten). Om de uitrusting van de Poolse brigade binnen die divisie met de Duitse te laten overeenkomen, werden eind 2002 128 Leopard 2's aan Polen overgedragen. De waarde daarvan werd aangegeven als zo'n 380 miljoen euro, maar Polen hoefde slechts de transportkosten van 22,5 miljoen te betalen. Ook werden 490 manschappen door Duitsland gratis opgeleid. In november 2013 kocht Polen nogmaals 14 2A4 en 105 2A5 Leopards voor een bedrag van rond de 250 miljoen euro.
PortugalDe Portugese landstrijdkrachten gebruiken 37 ex-Koninklijke Landmacht Leopard 2A6 tanks voor de Gemechaniseerde Brigade Santa Margarida.
SingaporeHet kleine Singapore kocht 66 Duitse Leopard 2A4's. Een vervolgorder voor dertig tanks is geplaatst. Deze zullen als onderdelenbron dienen. Mogelijk dat er nog een tweede vervolgorder wordt geplaatst voor 36 2A4's.
Spanjetussen november 1995 en juni 1996 kreeg Spanje 108 A4's in bruikleen; in 2005 werd besloten de eigendom te laten overgaan voor een bedrag van 15,9 miljoen euro, in termijnen te betalen tot 2015. Dit niet omdat men Spanje niet in staat achtte meer dan 1,5 miljoen per jaar te kunnen ophoesten, maar om Duitsland zo lang mogelijk het mede-eigendom te laten behouden opdat Spanje de exportbeperkingen niet zal ontduiken. Op 23 december 1998, na een eerdere overeenkomst op 5 juni 1995, werd besloten 219 A6E's aan te schaffen voor 1,94 miljard euro; dertig daarvan te bouwen door Duitsland, 189 in licentie door Santa Bárbara Blindados in Spanje. De A6E heeft een versterkt romppantser.
Turkije339 (298+41) Leopard 2A4's, allen aangekocht uit Duitse voorraden. Lokaal gemoderniseerd door het bedrijf ASELSAN.
Zweden280 tanks: 160 Stridsvagn 121, oude A4's aangeschaft vanaf februari 1994; 120 Stridsvagn 122 besteld op 20 juni 1994 en gebouwd tussen 19 december 1996 en 2001, bepaalde componenten in licentie; van de verbetering met een langer kanon wordt voorlopig afgezien, dus de Zweedse tanks zijn nog van "A5"-versie. Alleen de Stridsvagn 122 wordt nog gebruikt, de Stridsvagn 121 zijn uitgefaseerd.
Zwitserland380 Leopard 2A4's (Zwitserse aanduiding Panzer 87). Hiervan werden 35 rechtstreeks uit Duitsland aangekocht, terwijl de overige in licentie werden geproduceerd.

## Ontwerp
De tank is onderverdeeld in drie delen:
- De bestuurder heeft drie periscopen ter beschikking. Achteraan verschaft een camera, met een horizontaal en verticaal gezichtsveld van 65°, zicht naar achteren (vanaf de Leopard 2A5). Links daarvan wordt de munitie opgeslagen. Daar is ruimte voor 27 granaten, en op het rek kunnen nog kisten 7,62mm-munitie worden opgeborgen, 4×.
- De geschuttoren bevindt zich boven op het midden van het voertuig. Er loopt een ontwikkelingsprogramma dat de bepantsering ervan constant moet verbeteren.
- Achteraan zit de krachtbron-ruimte met daarin MTU MB 873 dieselmotor van 1500 pk (1100 kW) met een Renk HSWL 354 versnellingsbak en remsysteem. Tevens beschikt deze ruimte over een brand-detectie-systeem dat zowel automatisch als manueel te bedienen is. Hier zijn vier blussers voor.

## Navigatie

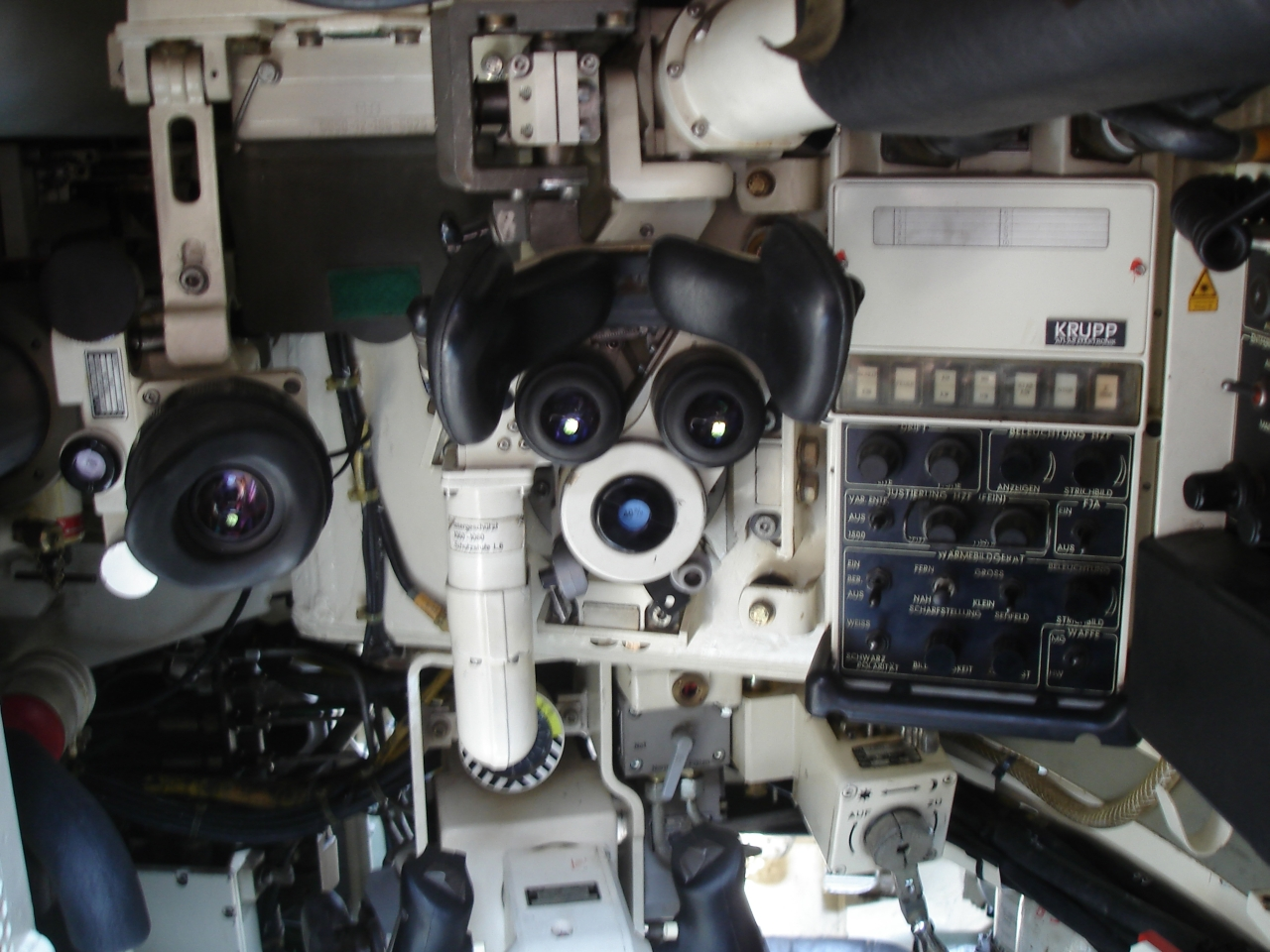
Het schutterscompartiment van de Leopard 2A4

De Leopard 2 is uitgerust met een landnavigatiesysteem van het Duitse
bedrijf LITEF. Het is een hybride systeem dat bestaat uit een gps-ontvanger en
een traagheidsnavigatiesysteem. Dit systeem geeft de positie van het voertuig weer in coördinaten, ook wanneer er geen signaal van een gps-satelliet ontvangen wordt.